# Eremurus brachystemon
Eremurus brachystemon là một loài thực vật có hoa trong họ Thích diệp thụ. Loài này được Vved. miêu tả khoa học đầu tiên năm 1946.